# Martin Ahrens
Martin Ahrens (* 1956) ist ein deutscher Jurist und Hochschullehrer.

## Leben
Martin Ahrens studierte von 1975 bis 1982 Rechtswissenschaften in Berlin und im Rahmen der einstufigen Juristenausbildung in Hannover mit dem Abschluss des Staatsexamens mit Befähigung zum Richteramt.
Von 1983 bis 1986 war er als Rechtsanwalt tätig und von 1984 bis 1993 als wissenschaftlicher Mitarbeiter und Akademischer Rat auf Zeit am Institut für Rechtswissenschaften der Universität Lüneburg beschäftigt. Im Jahr 1992 wurde er mit einer Schrift zum Leistungsstörungsrecht bei Gottfried Schiemann an der Gottfried Wilhelm Leibniz Universität Hannover zum Dr. jur. promoviert.
Von Oktober 1993 bis März 1995 vertrat Ahrens die Gründungsprofessur für Privat- und Wirtschaftsrecht der Fakultät für Wirtschaftswissenschaften an der Technischen Universität Bergakademie Freiberg. Im Anschluss daran war Ahrens von 1995 bis 2003 erneut akademischer Rat auf Zeit und wissenschaftlicher Assistent an der Universität Lüneburg, unterbrochen durch die Vertretung einer Professur an der Martin-Luther-Universität Halle-Wittenberg von April bis September 1996.
Im Juli 2003 wurde Ahrens an der Eberhard-Karls-Universität Tübingen habilitiert und des wurde ihm die Lehrbefugnis für die Fächer Bürgerliches Recht, Zivilverfahrensrecht, Arbeitsrecht sowie Privatrechtsgeschichte der Neuzeit erteilt. Nach  Lehrstuhlvertretungen in Köln und Göttingen folgte er einem Ruf der Georg-August-Universität Göttingen auf eine Professur für Bürgerliches Recht, Anwaltsrecht und Zivilprozessrecht. Ende Februar 2025 wurde er pensioniert, ist aber weiterhin als Lehrbeauftragter tätig.
Die Forschungsschwerpunkte von Ahrens liegen in den Grundfragen und dogmatischen Gestaltungen des Bürgerlichen Rechts, dem Zivilverfahrensrecht einschließlich seiner historischen Bezüge, dem Insolvenzrecht sowie der Ausbildung juristischer Schlüsselqualifikationen.
Ahrens war von 2018 bis 2020 Dekan der Juristischen Fakultät der Universität Göttingen.

## Veröffentlichungen (Auswahl)

### Monographien
- Der mittellose Geldschuldner. Unmöglichkeit zur Leistung und Verzug des Zahlungsverpflichteten, Duncker & Humblot, Berlin 1994, 303 S. (zugl. Dissertation)
- Prozessreform und einheitlicher Zivilprozess. Einhundert Jahre legislative Reform des deutschen Zivilverfahrensrechts vom Ausgang des 18. Jahrhunderts bis zur Verabschiedung der Reichszivilprozessordnung, Mohr Siebeck, Tübinger Rechtswissenschaftliche Abhandlungen Bd. 102, Tübingen 2007, XIX und 701 S. (zugl. Habilitationsschrift)
- Aktuelles Privatinsolvenzrecht. Reform und neue Entwicklungen. RWS Verlag, 3. Aufl., Köln 2019, LXVI und 495 S.

### Herausgeberschaften
- Mitherausgeber der Neuen Zeitschrift für das Recht der Insolvenz und Sanierung (NZI), seit 2008
- Mitherausgeber der Zeitschrift Verbraucherinsolvenz aktuell (VIA), seit 2009
- Fachanwaltskommentar Insolvenzrecht, Luchterhand, Köln 2012, XXXVII und 2562 S. (gemeinsam mit Markus Gehrlein und Andreas Ringstmeier)
- Europäisches Zivilprozessrecht – Einfluss auf Deutschland und Ungarn, Universitätsverlag Göttingen, Göttingen 2011, 280 S. (gemeinsam mit Volker Lipp und István Varga)